# Petrocosmea iodioides
Petrocosmea iodioides là một loài thực vật có hoa trong họ Tai voi. Loài này được Hemsl. miêu tả khoa học đầu tiên năm 1899.